# Трубецький Микола Сергійович
Трубецьки́й Мико́ла Сергі́йович (рос. Трубецкой Николай Сергеевич; 4 (16) квітня 1890—1938) — російський філолог і філософ, з 1922 — професор славістики у Віденському університеті. Співзасновник Празького мовознавчого гуртка. Член князівського роду Трубецьких.
Відомий тим, що у 1920-х роках разом із Георгієм Вернадським та Петром Савицьким був одним із трьох головних авторів російської націоналістичної ідеології Євразійства.

## Творча спадщина
- нім. «Grundzüge der Phonologie» («Основи фонології», 1939, перекладалася українською);
- нім. «Vorlesungen über die altrussische Literatur» (1925 — 1928), де староукраїнське письменство змішане з російським);
- нім. «Einiges über die russische Lautentwickiung und die Auflösung der gemeinrussischen Spracheinheit» (нім. «Zeitschr. für slav. Philologies», 1925 — обстоює непереконливі датування розпаду східно-слов'янської «мовної єдності»);
- рос. «Общеславянский элемент в русской культуре» (збірник рос. «К проблеме русского самопознания», 1927);
- рос. «К украинской проблеме» (рос. «Евразийский временник», 1927 — обстоюється згода на українську культуру лише як «індивідуацію спільноруської для нижчих потреб»);
- рос. «Ответ Д. И. Дорошенку» (рос. «Евразийская хроника», 1928 — пом'якшення попередньої позиції допущенням української мови та культури для вищих потреб, але з орієнтацією на російську термінологію);
- рос. «Об идее-правительнице идеократического государства» (рос. «Евразийская хроника», 1935 — твердження, що демократичний устрій сучасності має змінитися устроєм ідеократичним, (переклад українською на сайті ЄСМ: Про ідею-правительку ідеократичної держави))
- нім. «N. V. Gogol» (нім. «Radio Wien», 1928).